# Pilar Martín Gila
Pilar Martín Gila (Aragoneses, Segovia, 1962) es una escritora, crítica y ensayista española en lengua castellana.

## Biografía
Estudió Filosofía en la UCM (Universidad Complutense de Madrid) y Filología en laUniversidad Nacional de Educación a Distancia (UNED ). Es autora de los poemarios Para no morir ahora, Demonios y leyes (Ediciones Libertarias), Ordet (Amargord), Otro año del mundo (Ediciones La Palma), La cerillera (Bala Perdida) y La triste figura de las batallas (Mochuelo), este último, una antología personal de su poesía encargada por Federico de Arce, así como Emparedada (Libros de la resistencia) un monólogo en edición de libro-CD en la que comparte autoría con Sergio Blardony. Otros trabajos literarios, de narrativa y poesía, han sido en parte recogidos en diversas publicaciones como la revista Sibila o la revista Turia, y antologías, entre otras, como  28.28  La Europa de las escritoras; la realizada por Amalia Iglesias para la Universidad de Salamanca, A poema abierto; o el ensayo Polifonía de lo inmanente. Apuntes sobre poesía española contemporánea (2010-2017) escrito por Gregorio Muelas Bermúdez y José Antonio Olmedo López-Amor, el homenaje Alejandra Pizarnik y sus múltiples voces (editorial Huso), o la colaboración en el libro India velada del fotógrafo Joaquín Seguí, entre otras colaboraciones.
Sus poemarios han sido reseñados en publicaciones como Babelia-El País (Antonio Ortega), Nayagua (Miguel Ángel Muñoz San Juan, Juan Carlos Suñén y Yaiza Martínez), El Mundo (Alejandro Gándara), Culturamas (Ana March  y Cecilia Domínguez Luis), La Nueva España (Luis Muñiz), Cuadernos Hispanoamericanos (José Luis Gómez Toré), etc.
Ha sido colaboradora habitual ejerciendo la crítica de poesía para diferentes medios como La lectura, el semanario cultural del periódico El Mundo, Cuadernos Hispanoamericanos, El Norte de Castilla, El Cuaderno, Nayagua, o Quimera. También ha colaborado en el diario argentino Clarín, revistas culturales como La Modificación, El Crítico, Muy Verbum (edición coleccionista de Muy Historia), entre otros.

## Poesía y otras disciplinas artísticas
En su interés por el vínculo entre poesía y música, viene colaborando desde hace tiempo  con el compositor Sergio Blardony en múltiples proyectos, que vinculan poesía, música y escena, llevados por diversos países (Alemania, Francia, México, EEUU, Hungría, Italia y otros muchos), así como numerosos ciclos y festivales dentro de España, como ENSEMS, Festival de Otoño de Madrid, Festival Ellas Crean, Festival NAK, Festival After Cage, EPOS  en el Centro Conde Duque, etc. Actualmente, ambos dirigen el proyecto EPOS, laboratorio de creación poética, musical y escénica. Hay que señalar su colaboración con artistas como Marta Azparren o actrices como Prado Pinilla o Mercé Aránega. Es destacable también su trabajo en distintas ocasiones con la improvisadora Chefa Alonso.
También ha realizado colaboraciones para artistas visuales como el fotógrafo y videoartista Eduardo Momeñe.
En el plano educativo, también ha desarrollado la relación entre la poesía y la música en charlas y cursos para diferentes Centros. 
Actualmente es miembro de la Asociación Española de Críticos Literarios. (AECL). También es presidenta y responsable del área de creación de IFIDMA, una institución dedicada a las propuestas multidisciplinares.
Dirige el proyecto de creaciones radiofónicas Doble Fondo  emitido en Radio Clásica (Radio Nacional de España) y antes en la radio del Círculo de Bellas Artes de Madrid.

## Obra y críticas
Sobre el poemario Otro año del mundo, el escritor y crítico Alejandro Gándara dijo: “De cierto, el poemario de esta autora abre un espacio en el alma (y en el pecho) por el que entra todo el frío y toda la oscuridad que recorre el cosmos de un extremo al otro.” Y el poeta y músico Ildefonso Rodríguez, “Otro año del mundo arma su relato sobre dos ejes, o dos espacios que parecen discurrir en paralelo, como dos cintas sin fin, dos hologramas complementarios. El primero es una balada que sigue el motivo mismo de la balada de Goethe Der Erlkönig, (El rey de los elfos). Una balada llena de ternura, suavidad, mecimiento, casi como una nana. Una cabalgada nocturna a través de un bosque (el caballo puede que sea la yegua de la noche, la nightmare, la pesadilla). Como en la “Danza clara” del poeta José María Eguren: “ríe danzando con el niño la muerte”. Hay después un breve “Tránsito” y aparece el segundo espacio o capítulo, “Se oye gritar entre sueños". También Antonio Ortega, en su suplemento Babelia del diario El País, comentaba: “Con este fascinante y estremecedor libro, Pilar Martín Gila cierra una trilogía […] La cerillera, donde el cuento homónimo de Hans Christian Andersen es el que sustenta la poderosa hipótesis que el libro plantea: qué habría ocurrido “Si no hubiera muerto de frío la cerillera…” […] Las tres partes de este poema son como “La llama, la visión, el sueño”, y sus versos “Una mano entre dos paredes”. Solo en la “forma” del sueño, en ese espacio simbólico donde es posible la esperanza, es válido actuar sobre la percepción para construir otra realidad, encender una última cerilla para que, “Dentro de la llama”, quede “Preservada la idea del odio. Su consuelo. El pensamiento”.

## Obra poética
- Para no morir ahora (2004)
- Demonios y leyes (Ediciones Libertarias, 2010)
- Ordet (Amargord, 2013)
- Otro año del mundo (Ediciones La Palma, col. eMe, 2014)
- La cerillera (Bala Perdida, 2018)
- La triste figura de las batallas (Mochuelo, Antología, 2020)
- Rey ciego (Nautilus, 2025)

## Narrativa y teatro
- Emparedada (Libros de la Resistencia, 2021)

## Antologías y obras colectivas
- 28.28  La Europa de las escritoras – Gobierno de Cantabria 2015.
- Polifonía de lo inmanente. Apuntes sobre poesía española contemporánea (2010-2017) Gregorio Muelas Bermúdez y José Antonio Olmedo López-Amor (Lastura ediciones, 2017)
- A poema abierto – Antología dirigida por Amalia Iglesias (Universidad de Salamanca 2020)
- Alejandra Pizarnik y sus múltiples voces – Homenaje a Alejandra Pizarnik (Editorial Huso, 2021)
- India velada del fotógrafo Joaquín Seguí (Balafia Postals, 2021)
- Inventario de vuelos – Antología dirigida por Alfredo Piquer (Erato ediciones, 2022)
- Ciudad Fonollosa – Homenaje al poeta José María Fonollosa (Ediciones 4 de agosto, 2022)
- Las sirenas que convocaron a Ulises: cuaderno de voces (Huerga y Fierro, 2025)

- Datos: Q124457499

## enlaces externos
- Entrevista en Poetas en la radio de Radio UNED.
- Centro de Poesía José Hierro.
- JAHR y Confidencia en el tiempo (Perú).
- Biografía en la editorial Bala Perdida.